# Taux de brassage horaire
Pour les articles homonymes, voir TBH et brassage (homonymie).
Le taux de brassage horaire – ou TBH – correspond au nombre de fois où l'air est renouvelé dans une pièce pendant une période d'une heure.
Contrairement au taux de renouvellement horaire, l'air soufflé dans la pièce n'est pas neuf et peut provenir d'une reprise d'air suivi d'une filtration.
Par exemple avec un système de soufflage et de reprise ayant un débit de 30 mètres cubes par heure, le TBH sera de 3 pour une pièce de 10 m3.